# 八甲町
八甲町為臺灣日治時期臺北市之行政區，共分一～三丁目，該町因為轄內清治時期為艋舺八甲庄而得名。戰後劃入龍山區，今臺北市萬華區廣州街、昆明街、三水街一帶。

## 町內設施

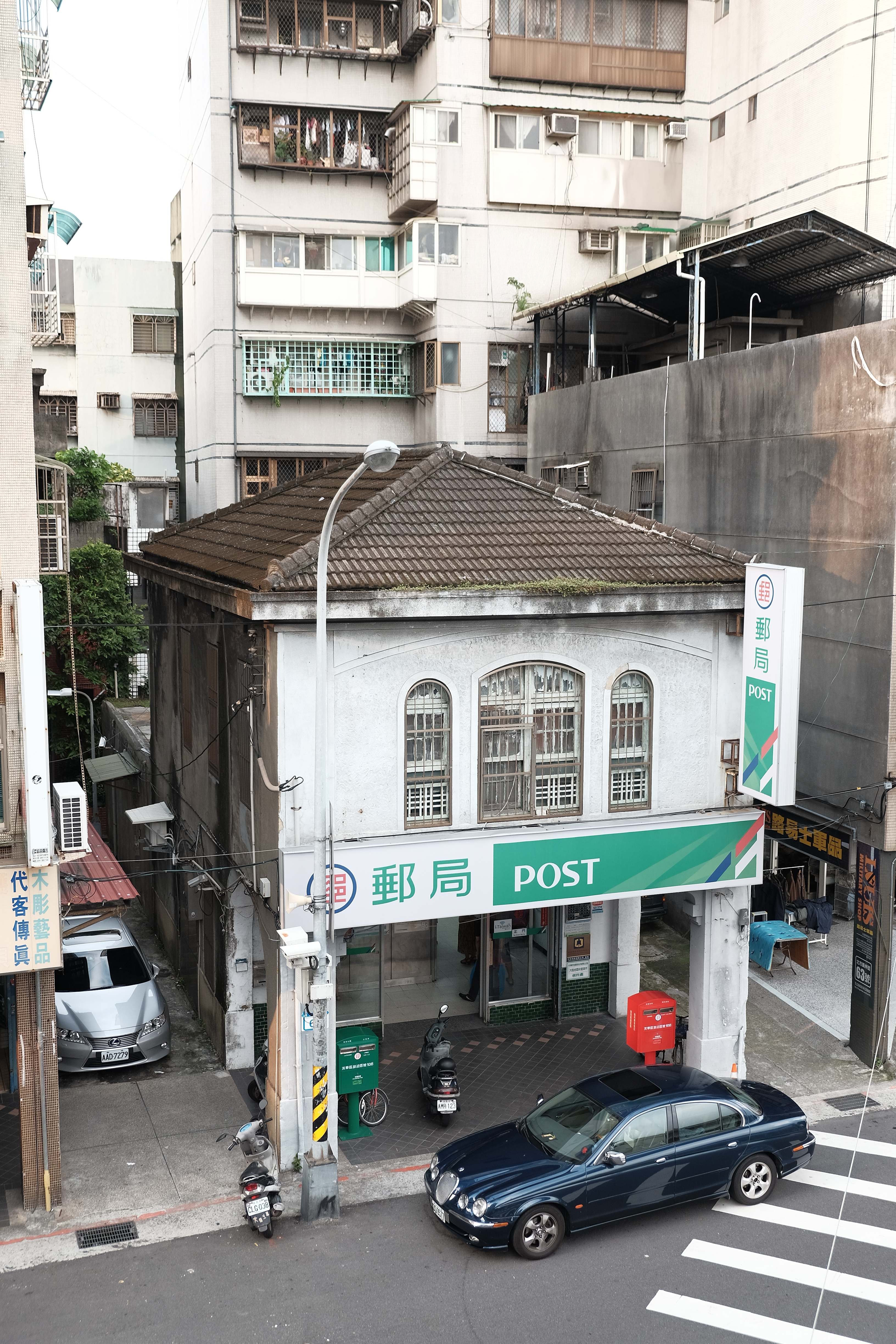
八甲町郵便局

- 警官練習所（一丁目，中央警官學校，現龍山國中）
- 八甲町郵便局（二丁目，現台北龍山郵局）